# Ładne Pole
Ładne Pole – wieś w Polsce, położona w województwie warmińsko-mazurskim, w powiecie piskim, w gminie Ruciane-Nida. Wchodzi w skład sołectwa Śwignajno,

## Historia
Ładne Pole założone zostało w 1832 roku przez rosyjskich staroobrzędowców. Do dziś zachował się po nich niewielki opuszczony cmentarz z wyróżniającymi się ośmioramiennymi krzyżami.
W latach 1837–1935 w Ładnym Polu istniała drewniana molenna, wokół której skupiało się życie religijne staroobrzędowców nie tylko z samego Ładnego Pola, ale też z sąsiedniego Osiniak-Piotrowa.
W 1973 r. do sołectwa Ładne Pole należały: Śwignajno Małe (dawniej Klein Schwignainen), Śwignajno Wielkie (dawniej Gross Schwignainen).
W latach 1975–1998 wieś administracyjnie należała do województwa suwalskiego.
| SIMC    | Nazwa             | Rodzaj     |
| ------- | ----------------- | ---------- |
| 0766972 | Śwignajno Małe    | przysiółek |
| 0766989 | Śwignajno Wielkie | przysiółek |